# بریسک
بریسک روستایی در دهستان پارود بخش پارود شهرستان راسک استان سیستان و بلوچستان ایران است.روستای تاریخی و گردشگری بریسک در استان سیستان و بلوچستان شهرستان راسک بخش پارود واقع شده است روستای بریسک در ۳۵ کیلومتری مرکز شهرستان راسک و ۱۵ کیلومتری شهر پارود واقع شده است راه این روستا بین مسیر شهرستان راسک به ایرانشهر در دوراهی شهر پارود ۱۰ کیلومتر به طرف مسیر نوار مرزی منطقه هنگ و مورتان واقع شده است  این روستا به دلیل دارا بودن منطقه گردشگری  کوهروک که روستای در حال حاضر خالی از سکنه میباشد دار چشم انداز بسیار متفاوت و کوه های سر به فلک کشیده آن منطقه که معروف ترین و مرتفع ترین کوه آن منطقه کوه گومازان می باشد که از بالای آن کوه کل منطقه سرباز و راسک در زیر پا قرار خواهد گرفت این منطقه بسیار قدیمی می باشد و دارای قلعه دوره قاجار که معرف به قلعه میر بلوچ فرزند میر ملگ که یکی از بزرگان منطقه سرباز می باشد  همچنین در مسیر روستای بریسک به منطقه کوهروک منطقه گردشگری رودکور که داری سه آبشار همیشه پر از آب هست  و دارای اهمیت زیادی می باشد ولی به دلیل صعب العبور بودن منطقه مورد بی مهری گردشگران قرار گرفته است.
ین روستا از قدمت تاریخی زیادی دارا  میباشد که از جمله می توان از قلعه بریسک که معرف به قلعه میر رحمدل هست  و داری سنگرهای که هنوز پا بر جا میباشند نشان از قدمت بالای آین روستا هست  نام برد همچنین این روستا معروف به  پناهنده پذیر به زبان بلوچی (میار جلی) یعنی کسانی که در قدیم مورد ظلم و ستم توسط افراد زورگو  می شدند به همین روستا پناه می بردند  و مورد لطف و مهمان نوازی  میر رحمدل میربلوچ زهی )برهانی) قرار میگرفتند حتی توسط این بزرگمرد صاحب زمین در همان منطقه می‌شدند و تا وقتی که خود آن افراد به جای دیگر و یا به منطقه خودشان نمی رفتند تا ابد پیش این بزرگمرد جای داشتند و از آن ها مراقبت و تامین امنیت جانی و مالی بودند.
مردمان  منطقه بریسک که خود روستای داری جمعیت پایینی می باشد اگثر مردمان منطقه به دلیل خشک سالی  در روستاهای هم جوار ساکن شدند از جمله در شهر پارود،روستای جنگل،روستای رودبن،روستای حیط، روستای نظر آباد،شهر راسک ،می باشند.
تیره و طایفه مردمان این منطقه تقریبا ۱۲ نسل قبل تر از منطقه ای در بلوچستان شرقی یعنی پاکستان از شهر خاران به دلیل مشکلات عدیده به بلوچستان غربی یعنی ایران در این منطقه  آمداند.
این منطقه دارای مردمانی میهمان  نواز خون گرم صلح جو می باشد از قبیل فامیل های مردمان این روستا برهانی ،بلیدای ، آزادی، دهانی  می باشد .
این منطقه تاریخی دارای جاذبه های گردشکری متعددی می باشد از مسافران  تقاضا می شود حتما به این منطقه سقر کنند و از چشم انداز های این منطقه لذت ببرند.
نگارنده متن : نظام برهانی

## جمعیت
بر پایه سرشماری عمومی نفوس و مسکن در سال ۱۳۹۵ جمعیت این روستا ۱۶۱ نفر (۴۱خانوار) بوده‌است.